# Anthurium alcatrazense
Anthurium alcatrazense är en kallaväxtart som beskrevs av Marcus A. Nadruz och Eduardo Luis Martins Catharino. Anthurium alcatrazense ingår i släktet Anthurium och familjen kallaväxter. Inga underarter finns listade.